# Edvard Larsen
Edvard Larsen (Martin Edvard Larsen, 27 de octubre de 1881 - 11 de septiembre de 1914) fue un atleta triplista noruego. Representó a Kristiania IF.
En los Juegos Olímpicos de Londres 1908, ganó la medalla de bronce con un salto de 14,39 metros. Esta seguía siendo su mejor salto de carrera. En los Juegos Olímpicos de Estocolmo 1912 fue sexto con 14,06 metros, y también compitió en los 4 x 100 metros relevos que fue descalificado. Se convirtió en campeón noruego en triple salto en 1900, 1906, 1908 y 1911 y en salto de longitud en 1906 y 1908.